# ハーシェル (火星のクレーター)

ハーシェル

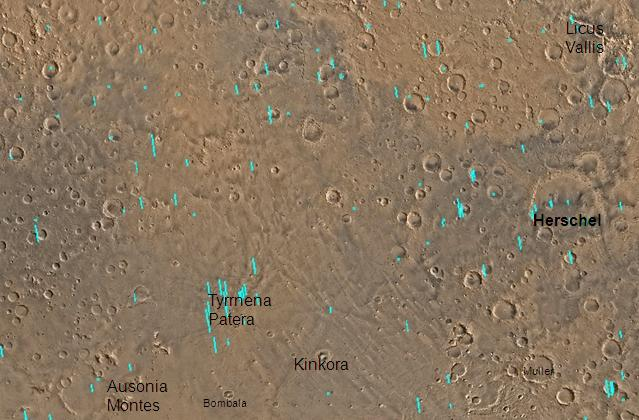
ティレニア海地域の写真。右端にハーシェル・クレーターが位置している。

ハーシェル (Herschel) は、火星に存在するクレーター。18世紀の天文学者ウィリアム・ハーシェルにちなんで名づけられた。
ハーシェルの長径はおよそ300キロメートルであり、その巨大さから明確な衝突クレーターであると判断されている。南半球の、クレーターの多い高地地域に形成されている。経緯度は南緯14.9度、西経230.3度である。火星探査機マーズ・グローバル・サーベイヤーの調査により、ハーシェルのクレーター底には暗色の砂丘があることが確認されている。